# 十三妹
《十三妹》 ，是香港無綫電視的劇集，於1983年首播，共20集。在台灣則由中視在1983年6月11日至7月30日期間（一說1983年5月），於每週六晚間8點到10點播出國語配音版本（因一次播出兩小時且經過剪輯，故為全8集）。

## 演員表
- 黃杏秀 飾 何玉鳳，綽號十三妹的女俠[1]
- 湯鎮業 飾 安龍飛（安驥）[1]
- 楊盼盼 飾 紀紫薇[1]
- 任達華 飾 李妙生，名醫[1]
- 翁美玲 飾 雙格格[1]
- 盧國雄 飾 紀英明
- 李琳琳 飾 獨臂神尼/九難師太
- 楊澤霖 飾 康熙
- 馮志豐 飾 童年康熙
- 朱鐵和 飾 紀獻唐
- 譚一清 飾 何元龍
- 黎少芳 飾 何夫人
- 陳有后 飾 安雪海
- 白文彪 飾 鄧九公
- 高妙思 飾 鄧夫人
- 許逸華 飾 潘小蓮
- 陳玉麟 飾 劍蘭
- 薛彩霞 飾 芍藥
- 黃敏儀 飾 慈航
- 陳安瑩 飾 普渡
- 陳狄克 飾 常公公
- 馬宗德 飾 銀鉤
- 葉天行 飾 鐵手
- 何廣倫 飾 法雷
- 劉國誠 飾 搜魂
- 馬慶生 飾 朱大人
- 羅清浩 飾 華大夫
- 駱應鈞 飾 林總管
- 吳鎮宇 飾 奉紀獻唐之命跟蹤十三妹的神秘人[1]

## 主題曲
- 《巾幗英雄》

作詞：黃霑　作曲、編曲：顧嘉煇　演唱：葉麗儀（中視播出國語版演唱：林靈）

## 電視節目的變遷
| 英屬香港 無線電視翡翠台 星期一至五 20:30-21:30 | 英屬香港 無線電視翡翠台 星期一至五 20:30-21:30 | 英屬香港 無線電視翡翠台 星期一至五 20:30-21:30 |
| ---------------------------------------------- | ---------------------------------------------- | ---------------------------------------------- |
|                                                | 十三妹 （1983年1月24日 - 1983年2月18日）       |                                                |
| 獵鷹 （1982年12月27日 - 1983年1月21日）        | 賴布衣 （1983年2月21日 - 1983年2月25日）       |                                                |

## 外部連結
- 港劇十三妹主題曲 巾幗英雄 國語版 林  靈演唱
- 港劇十三妹主題曲 巾幗英雄 粵語版 葉麗儀演唱